# Steven Almeida
Simón Steven Almeida Trinidad (Alvarado, 26 gennaio 1995) è un calciatore messicano, centrocampista svincolato.

## Carriera
Ha giocato nella massima serie dei campionati messicano e cileno.